# Утика
У́тика (финик. 𐤀𐤕𐤒, лат. Utica от финикийского ˁattiq — «старая») — древний город к северо-западу от Карфагена (территория современного Туниса), традиционно считающийся одной из первых колоний, основанных финикийцами в Северной Африке. Располагалась в устье реки Баграда (ныне Меджерда) на мысу, выступающем в море.

## История
Согласно Псевдо-Аристотелю, Утика была основана в 1101 году до н. э., такую же датировку приводит Плиний Старший, в то время как Веллей Патеркул говорит о 1110 годе до н. э. Плиний также сообщает, что в городе был большой храм Аполлона (возможно, речь идёт об отождествляемом римлянами с Аполлоном Решефе), однако его следов пока не найдено. С основанием «нового города», Карфагена, Утика попала в зависимость от него, однако продолжала играть важную роль в финикийской торговле и в рамках Карфагенской державы официально обладала равноправным со столицей статусом. Различие официального и реального положения привело к неоднократным выступлениям Утики против Карфагена.
В 308 или 307 году до н. э. в ходе войны Сиракуз с Карфагеном город был захвачен и разграблен войсками Агафокла. В 240 году до н. э. возле Утики произошло одно из первых сражений войны с восставшими наёмниками. В ходе войны город перешёл на сторону мятежников и даже обращался в римский сенат с просьбой принять в систему римских союзов, но был взят Гамилькаром. В 203 году до н. э. возле Утики состоялась неудачная для карфагенян битва с высадившимися в Африке римлянами.
После Третьей Пунической войны Утика стала административным центром римской провинции Африка. В 46 году до н. э. в осаждённой цезарианцами Утике покончил с собой Катон Младший, вследствие этого получивший посмертное прозвище Утического (лат. Uticensis). Около 36 года до н. э. город получил права муниципия и стал официально именоваться Municipum Julium Uticense. При Адриане Утика просила о повышении своего статуса до полноправной римской колонии, но этот запрос отклонялся вплоть до эпохи Северов.
После восстановления Карфагена и перенесения туда столицы провинции начался упадок Утики. В III веке здесь засвидетельствовано существование христианской общины. В 439 году римский город был разграблен вандалами, а в 534 году вошёл в состав Африканского экзархата Византии. В VII веке город был разрушен арабами, кроме того постепенное заиление гавани и изменение береговой линии лишило Утику её значения в торговле, а после арабского завоевания в 698 году незначительное уже поселение окончательно исчезло.
Начиная с XIX века ведутся археологические раскопки. На данный момент самые ранние находки датируются VIII—VII веками до н. э.

## Известные жители
- Невий — римский поэт, умер в Утике
- Кассий Дионисий Утический[англ.] — автор греческого перевода трактата Магона о земледелии

## Галерея
- Руины колоннады
- Пуническая гробница
- Фонтан в форме черепахи
- Пунический некрополь
- Руины инсулы